# 鈴木由美 (活動家)
鈴木 由美（すずき ゆみ）は、先天性の脳性麻痺を持つ日本の女性で、旧優生保護法違憲国家賠償請求訴訟の原告の一人。英国放送協会（BBC）による2024年の「100人の女性」の一人に選出された。

## 来歴
生まれつきの脳性麻痺で手足に障がいがある。幼少期から車いすなどを使用して生活していた。祖母が乳母車に乗せて散歩に連れて行ってくれたが、他者から「病気がうつる」などと言われることもあり、散歩は徐々になくなっていった。小学校に入学する年齢になっても「就学免除」の措置で学校には通えなかった。1968年、12歳の時母に病院に連れて行かれ、何の説明もないまま不妊手術を受けさせられた。子宮を摘出する不妊手術であったことは後に知る。手術後から20年近くにわたって、寝たきりの状態が続いた。手術を思い出すたびに体の硬直やけいれんが起こったという。
リハビリを重ねて体を起こせるようになり、40代の時一人暮らしを開始した。1998年（42歳）、ヘルパーだった男性と結婚するが、数年後に離婚した。その際男性から「子どもがおったら離婚もしなかっただろう」と言われたことが忘れられないという。また、結婚に際しては男性の母が「結婚は子孫繁栄のためのもの」と強く反対した。
2018年1月、不妊手術を強いられた女性が国を訴えたニュースを見て、「私と似てる」と驚いたという。弁護士に相談し、「障害者を人間として扱わず、普通に暮らせなくしたのは国。泣き寝入りしたくない」との思いから、2019年2月27日（63歳）、国に損害賠償を求めて神戸地方裁判所に提訴した。旧優生保護法により不妊手術を受けさせられたのは憲法違反であり、救済措置も怠ったとした。
2024年7月3日、最高裁判所が「旧優生保護法は憲法違反」として国に損害賠償を命じる判決を下した。鈴木は「私たち障害者の第一歩になりました」と述べた。同年12月、BBCが「100人の女性」の政治&支援活動部門の1人に鈴木を選出した。